# Pavel Dvořák
Pavel Dvořák (Prága, 1937. május 13. – 2018. december 21.) cseh származású szlovák történész, író, újságíró. A történelem egyik legnagyobb hatású szlovákiai népszerűsítője, a RAK Kiadó vezetője.

## Élete
1939 telén családjával Pozsonyba költözött. 1955-ben érettségizett a Vörös Hadsereg Utcai 11 éves középiskolában.
1959-től a Pravda napilap szerkesztője volt. 1960-ban történelemből diplomázott a Comenius Egyetemen, majd 2 év katonai szolgálatot teljesített. 1963-1968 között a Práca kassai szerkesztőségének munkatársa, majd 1968-tól a pozsonyi Výber újság szerkesztője volt. 1971-től az Opus zenei kiadónál dolgozott. 1974 és 1976 között szabad foglalkozású újságíró volt.
1976-1979 között a pozsonyi Történeti Intézetnél, 1980-1983 között a nyitrai Régészeti Intézetnél folytatott tanulmányokat. 1984-től a Československý voják újság szerkesztője, 1990-ben a Národná obroda napilap szerkesztője volt. Az 1990-es években a Szlovák Televízióban futó Stopy dávnej minulosti (A régmúlt nyomai) című tévés népszerűsítő sorozat arca lett.
1991-ben alapította a RAK kiadót Gidrafán, mely a történelmi népszerűsítés területén fejt ki elsősorban tevékenységet.

## Elismerései
- 1966 Naše vojsko Praha kiadó tiszteletbeli elismerése
- 1994 a SzTA díja a tudomány népszerűsítéséért
- 1994 Egona Ervín Kisch díj
- 1997 Krištáľové krídlo
- 2000 Egona Ervín Kisch díj
- 2001 Prágai Könyvvásár díja
- 2002 UNESCO award for the most beautiful book in the world 2001
- 2002 SzK Kulturális Minisztériumának díja - Szlovákia legszebb könyvei
- 2007 Pribina kereszt II. osztálya

## Művei
- 1974 Odkryté dejiny I. (Dávnoveké Slovensko)
- 1975 Odkryté dejiny II. (Staré Slovensko)
- 1978 Odkryté dejiny III. (Predveká Bratislava)
- 1980 Odkryté dejiny IV. (Prví ľudia v Československu)
- 1999 Farby kaki (Prečo som sa nestal spisovateľom)
- 1993 Zlatá kniha Bratislavy
- 2002 Stopy dávnej minulosti 1 (Slovensko v praveku)
- 2003 Stopy dávnej minulosti 2 (Slovensko v staroveku)
- 2004 Stopy dávnej minulosti 3 (Zrod národa)
- 2005 Stopy dávnej minulosti 4 (Slovensko v Uhorskom kráľovstve)
- 2006 Prvá kniha o Bratislave
- 2006 Pictoria (Najstaršie dejiny Slovenska v reči obrazov)
- 2007 Druhá kniha o Bratislave
- 2009 Stopy dávnej minulosti 5 (Slovensko v stredoveku)
- 2010 Tretia kniha o Bratislave
- 2011 Štvrtá kniha o Bratislave
- 2012 Piata kniha o Bratislave
- 2013 Stopy dávnej minulosti 6 (Slovensko v stredoveku. Čas cudzích kráľov)
- 2014 Stopy dávnej minulosti 7 (Slovensko na konci stredoveku)